# پی‌اس ریپون
پی‌اس ریپون (به انگلیسی: PS Ripon) یک کشتی است که طول آن ۲۱۷ فوت (۶۶ متر) می‌باشد. این کشتی در سال ۱۸۴۶ ساخته شد.